# Anchorman

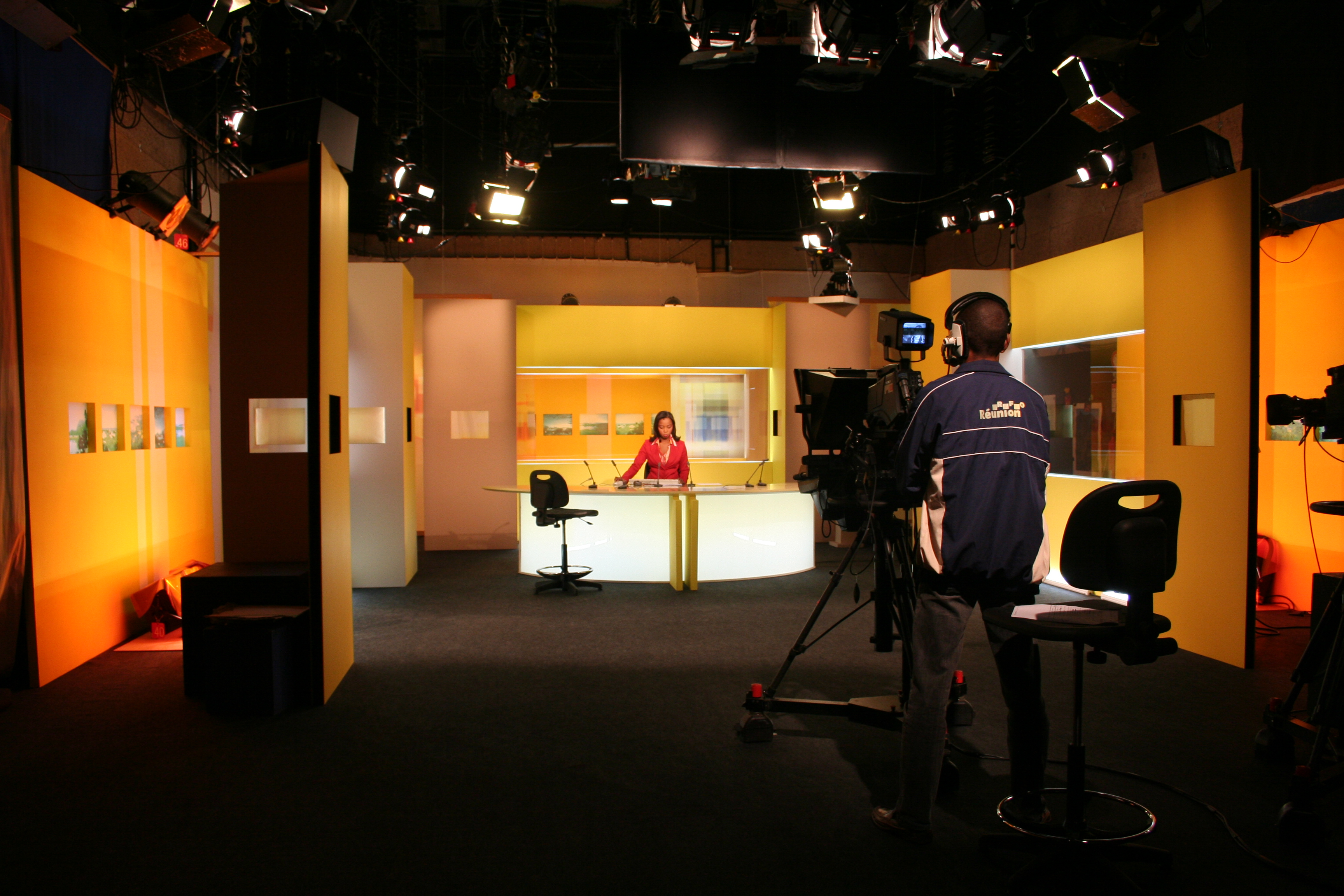
Prezenterka prowadząca wiadomości telewizyjne

Anchorman lub anchorwoman (także anchorperson lub w skrócie anchor) – w mediach: główna osoba prowadząca program, przeważnie informacyjny (wiadomości, sport itp.), koordynująca doniesienia, przekazy, reportaże innych prezenterów, konsultantów, dziennikarzy, reporterów. Inaczej: człowiek, który jest główną, rozpoznawalną twarzą programu.
Znani prezenterzy amerykańscy:
- Walter Cronkite i Dan Rather z CBS;
- Peter Jennings z ABC;
- Tom Brokaw z NBC;
- Katie Couric CBS, ABC

W Polsce za anchormana uznawany był Tomasz Lis – twórca, dawniej gospodarz Faktów w TVN.